# Gongzhuling
Gongzhuling (公主岭市S, GōngzhǔlǐngP) è una città-contea della Cina, situato nella provincia di Jilin e amministrato dalla prefettura di Siping.